# Adolf Pech
Adolf Pech (20. června 1839 Praha – 27. června 1901 České Budějovice) byl český malíř a fotograf, bratr básnířky Elišky Krásnohorské.

## Životopis
Adolf Pech se narodil 20. června 1839 v Praze. Byl druhé nejstarší dítě z osmi sourozenců. Jeho o osm let mladší sestra Alžběta, později známá jako Eliška Krásnohorská, se stala básnířkou a spisovatelkou. Otec brzy zemřel, a proto se Adolf již v patnácti letech přihlásil do přípravky malířské akademie v Praze. Po roce se začal živit malováním portrétů a později začal pracovat jako fotograf.
V roce 1865 společně s Janem Wolfem založil v Českých Budějovicích fotoateliér. O dva roky později si koupili dům. V roce 1892 zemřel Pechův syn Vratislav. Dcera Ludmila se v roce 1886 provdala za obchodníka Františka Patzáka. Adolf Pech svůj ateliér předal svému synovci Antonínu Pechovi, který jej prodal v roce 1907 Václavu Vlasákovi a začal se věnovat filmografii.
V roce 1881 obdržel vyznamenání za zvětšeninu v životní velikosti a v následujícím roce se stal členem Fotografické společnosti ve Vídni.
Adolf Pech zemřel 27. června 1901 v Českých Budějovicích ve věku 62 let. Pohřben byl na hřbitově v Mladé.